# Churwaldnertal

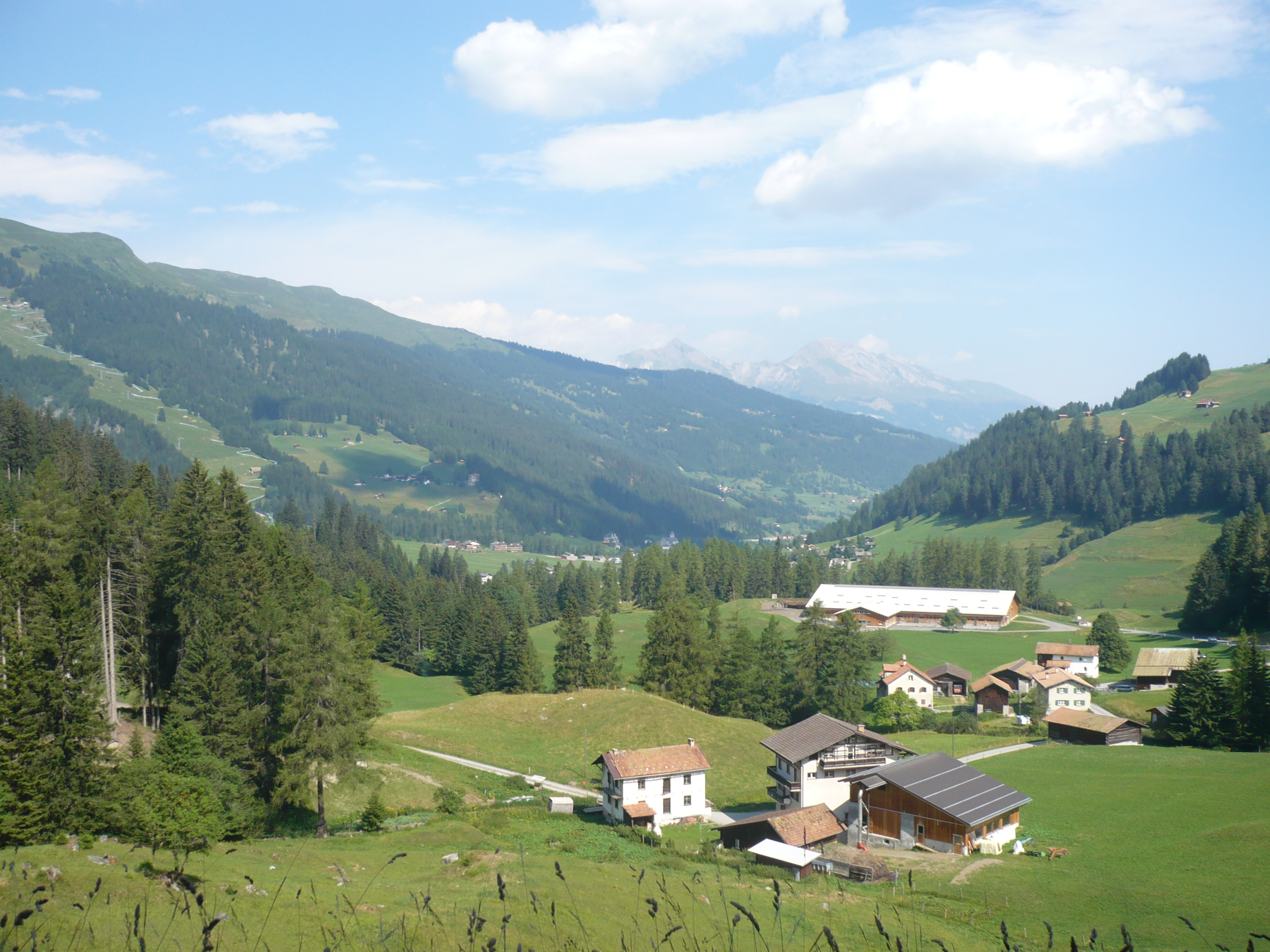
Churwaldnertal nach Norden

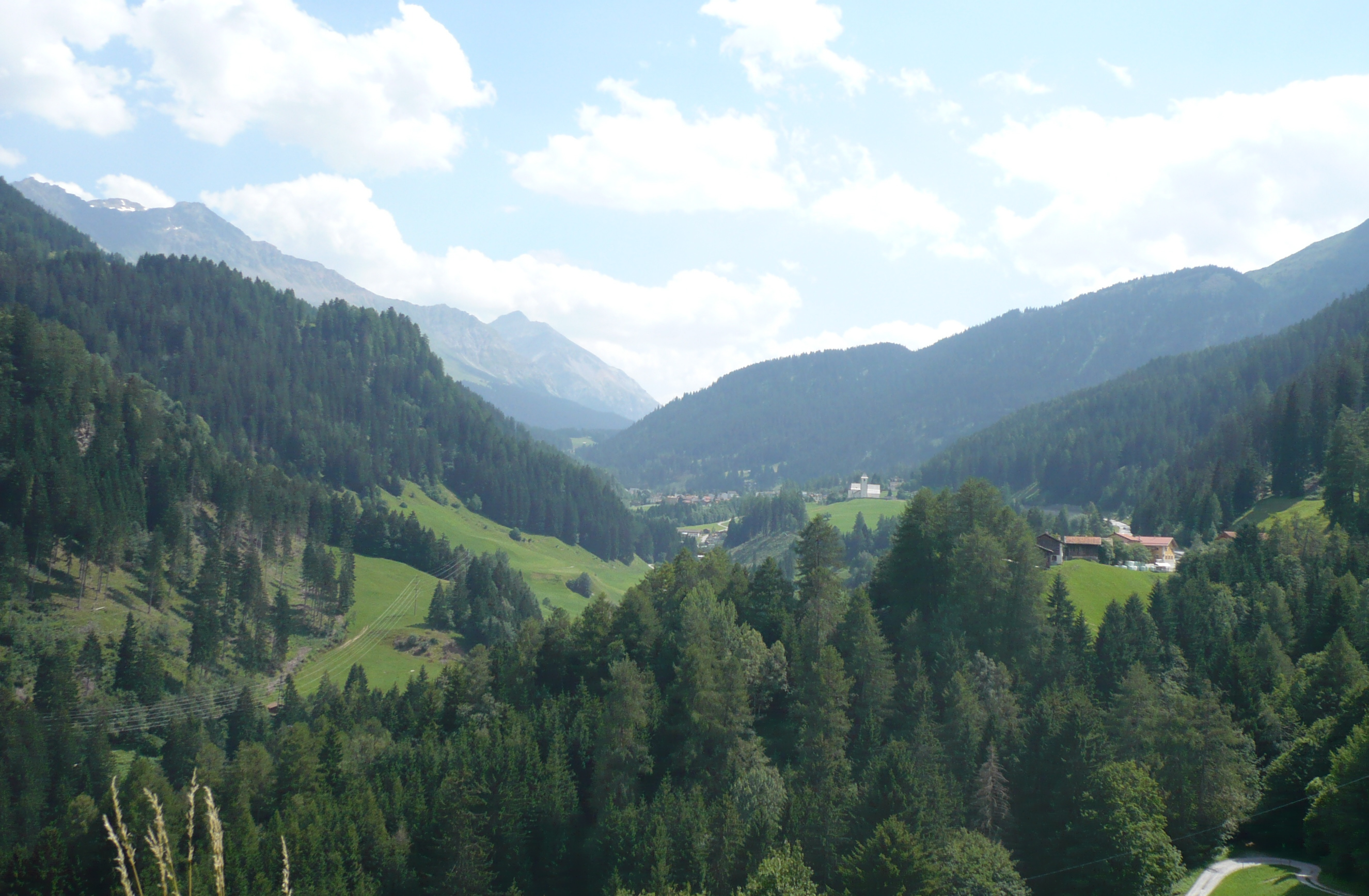
Churwaldnertal nach Süden

Das Churwaldnertal im Kanton Graubünden  ist ein etwa 15 km langes Tal, das südlich von Chur bei Araschgen beginnt und bis Valbella am Lenzerheidepass reicht. Es wird von der Rabiosa durchflossen.

## Dörfer
Die drei Dörfer des Tales, Churwalden, Malix und Parpan, sind seit dem 1. Januar 2010 fusioniert zur neuen Gemeinde Churwalden. Regionalpolitisch hat sich das Churwaldnertal bei Sympathien einer Minderheit für die Region Mittelbünden, besonders im nach Lenzerheide hin ausgerichteten Parpan, dem Regionalverband Nordbünden angeschlossen.

## Bevölkerung
Das seit dem 16. Jahrhundert deutschsprachige Tal, dessen Flurnamen noch von der rätoromanischen Ursprungssprache zeugen, ist konfessionell traditionell gemischt; etwa je zur Hälfte evangelisch-reformiert und römisch-katholisch.